# Coleção Platina
Colecção Platina é a terceira compilação da banda portuguesa Santamaria.

É constituída por 14 temas e foi lançado em 26 de Junho de 2008 pela editora Vidisco mais uma vez pouco depois da lançamento de um álbum de originais dos Santamaria por outra editora, desta vez o álbum Virtual.
Nenhuma das faixas é original acabando esta compilação por ser uma versão resumida da anterior, Hit Singles, lançada em 2006 e onde se encontra pela primeira vez o tema "Break my stride".
Do álbum de estreia de 1998, Eu Sei, Tu És..., foram aqui incluídos 3 temas: "Eu sei, tu és…", "Não dá p'ra viver sem ti", e "És demais".
O segundo álbum, Sem Limite, de 1999, está representado por 3 faixas: "Tudo p'ra te amar", "Falésia do amor" e "Quero-te mais".
Mais três temas ("A voar (em ti)", "Castelos na areia (Funny game)" e "Quando o amor chega (chega ao coração)") foram escolhidos do terceiro álbum Voar de 2000. De notar, ainda deste álbum, a inclusão no DVD do "videoclip" de "Quero tudo (e muito mais!)".
Já do quarto álbum, Reflexus, de 2001, foi apenas retirada o tema "Quero ser…(tudo p'ra ti)".
Desta vez, o quinto de álbum de estúdio, 4 Dance, do ano de 2002, ficou de fora.
Dos cinco inéditos lançados na compilação Boogie Woogie, de 2003, foi apenas retirado o tema "Gosto de amar".
Por fim do sexto de álbum de estúdio, 2Beat, de 2005, o último para esta editora, estão presentes "Raggajam" e ""Dalay Lama".

## Faixas
1. "Eu sei, tu és…" (Filipa Lemos)
2. "Não dá p'ra viver sem ti" (Filipa Lemos)
3. "Quando o amor chega (chega ao coração)" (Manuel Guimarães / Tony Lemos, Lucas Jr.)
4. "Tudo p'ra te amar" (Rui Batista / Filipa Lemos)
5. "Falésia do amor" (Rui Batista / Filipa Lemos)
6. "A voar (em ti)" (Tony Lemos / Lucas Jr.)
7. "Raggajam"
8. "Gosto de amar" (Rui Batista / Tony Lemos, Lucas Jr.)
9. "Quero-te mais" (Rui Batista / Filipa Lemos)
10. "Break my stride"
11. "Quero ser…(tudo p'ra ti)" (Rui Batista / Tony Lemos, Lucas Jr.)
12. "Castelos na areia (Funny game)" (Rui Batista / Tony Lemos)
13. "És demais" (Rui Batista / Filipa Lemos)
14. "Dalay Lama"